# Trinidad and Tobago Football Association
Der Trinidad and Tobago Football Association (TTFA) ist der nationale Fußballverband des karibischen Inselstaates Trinidad und Tobago.

## Geschichte
Der Verband wurde 1908 gegründet und trat 1962 dem Kontinentalverband CONCACAF und zwei Jahre später dem Weltverband FIFA bei.
1992 benannte sich der Verband in Trinidad and Tobago Football Federation (TTFF) um. 2006 geriet die TTFF im Rahmen eines Streits um Prämienzahlungen an Spieler nach der Fußball-Weltmeisterschaft 2006 in die Schlagzeilen. Im Vorfeld wurde zwischen der TTFF und den Spielern der trinidadischen Nationalmannschaft vereinbart, dass letztere mit 50 % am Gewinn der TTFF aus der WM beteiligt werden sollten. Nach der WM deklarierte die TTFF einen Gewinn von rund 300.000 TTD nach Abzug der Unkosten. Nach Protesten der Spieler erklärte die TTFF, einen Gewinn in Höhe von 950.000 TTD erzielt zu haben. 16 Spieler zweifelten auch diese Angabe an. Die Spieler wurden fortan nicht mehr für Länderspiele eingesetzt, und es kam im Juni 2007 zu einem Rechtsstreit. Im August 2007 veröffentlichte Dokumente zeigten auf, dass die TTFF im Rahmen der WM Einnahmen von mindestens 200.000.000 TTD erzielt hatte. Der oberste Gerichtshof Trinidads verurteilte die TTFF im Februar 2011 zu einer Abschlagszahlung von rund 1.100.000 USD. Der Verband konnte der Zahlungsaufforderung mangels Vermögen nicht nachkommen; 2013 stellte sich heraus, dass Teile der WM-Einnahmen vom damaligen Berater der TTFF, Austin „Jack“ Warner, auf private Konten umgeleitet worden waren. 2013 benannte sich der Verband wieder in Trinidad and Tobago Football Association (TTFA) um. Im September 2020 wurde der Verband wegen „schwerer Verletzung der Statuten“ aus der FIFA ausgeschlossen. Im November 2020 wurde der Ausschluss revidiert.